# Uměleckoprůmyslové muzeum (Brno)
Uměleckoprůmyslové muzeum v Brně je výstavní a sbírková instituce věnující se současnému i historickému designu a módě. Sídlí na Husově třídě 14 v Brně a je součástí Moravské galerie v Brně.

## Přehled vývoje muzea
- 1873–1907 Moravské průmyslové museum
- 1907–1919 Erzherzog-Reiner-Museum für Kunst und Gewerbe
- 1919–1949 Moravské uměleckoprůmyslové museum
- 1949–1959 Státní uměleckoprůmyslové muzeum, pobočka v Brně
- 1959–1961 pod správou Národní galerie v Praze
- od 1961 součást Moravské galerie v Brně

## Založení muzea
Na vzniku Uměleckoprůmyslového muzea v Brně se podílely především kruhy moravských průmyslníků sdružených v Moravském průmyslovém spolku a brněnské Obchodní a živnostenské komoře. Dne 10. listopadu 1873 bylo muzeum založeno jako nadace pod názvem Moravské průmyslové museum. Vedením muzea bylo pověřena správní rada pod dobovým názvem kuratorium, do jehož čela byl jmenován c. k. moravský místodržitel Ludvík Possinger sv. p. Choborský. K samotnému slavnostnímu otevření došlo 2. prosince 1873. Moravské průmyslové museum bylo v počátcích svojí existence umístěno v přízemí budovy Moravského průmyslového spolku na Lažanského náměstí (dnešním Moravském náměstí). Jeho význam byl chápán ve vzdělávání podnikatelů v průmyslu, od drobných řemeslníků po velkovýrobce. Mělo zprostředkovávat nejnovější trendy vedoucí ke zkvalitňování průmyslové a řemeslné výroby. Její technické i estetické stránky. Hlavními prostředky k dosažení těchto cílů byla tvorba sbírek: sbírky modelů, strojů a významných, myšleno vzorových průmyslových výrobků. Jejich prezentace měla dle semperiánských teorií probíhat formou výstav, přednášek, kurzů a spoluprací s odbornými průmyslovými školami. Status instituce byl zemský. Měla se stát centrem v prezentaci a zprostředkování designu na Moravě. Instituci náleží nevšední primát, neboť patří mezi deset nejstarších uměleckoprůmyslových muzeí světa.

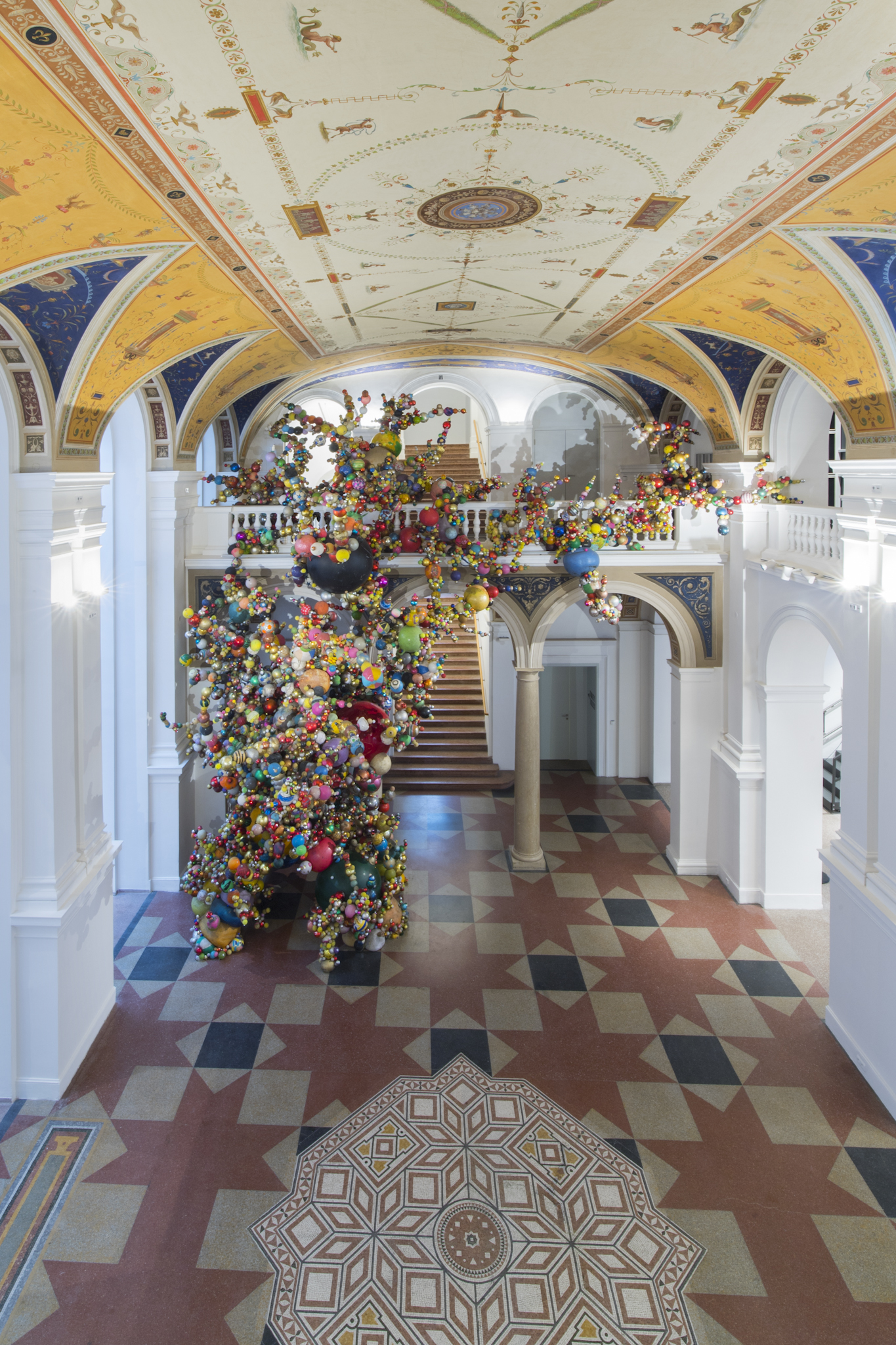
Dvorana muzea s instalací Démon růstu od Krištofa Kintery

## Vývoj muzea v období monarchie
První výstava a základ sbírkové činnosti muzea tvořily exponáty vídeňské světové výstavy roku 1873. Tato oblast muzejní činnosti se dále rozvíjela cílenými nákupy i dary. Od počátků muzea se sbírky členily na řadu uměleckou a technologickou. Exponenciální nárůst uměleckých sbírek a zřetelná tendence akcentovat uměleckou stránku průmyslové výroby se odrazil jednak na změně názvu instituce, která od roku 1907 nesla název Erzherzog-Reiner-Museum für Kunst und Gewerbe, ale i na vnitřní struktuře, ze které byly vyřazeny sbírky technické. Původní sílo na Lažanského náměstí bylo již v době založení instituce chápáno jako provizorní. Již od počátku fungování muzea se cílevědomě pracovalo na projektu a finančním zabezpečení účelové muzejní budovy. Její význam a reprezentativnost podtrhlo umístění na vznikající brněnské okružní třídě. Historizující neorenesanční budova, postavená dle plánů ředitele muzea, architekta Johanna. G. Schöna, byla slavnostně otevřena roku 1883 výstavou moravské uměleckoprůmyslové a řemeslné tvorby, která se v budoucnu stala pravidelně se opakující přehlídkou dobového užitého umění na Moravě. Samostatná budova umožňovala vznik pro muzeum nepostradatelného zázemí, především knihovny s čítárnou a kreslírny. Knihovna se záhy stala největší odbornou uměnovědnou knihovnou v zemi. Po pěti letech fungování byla navíc muzejní budova znovu zásadně přestavěna podle návrhu architekta a současně ředitele instituce Augusta Prokopa. Její objem se tímto zvětšil dvojnásobně. Přestavbou muzea byly získány zejména rozsáhlé výstavní prostory. S příchodem dalšího ředitele Julia Leischinga (1865-1933) v roce 1893 se do čela již etablované instituce dostal zdatný organizátor, který muzeum vedl po dlouhé tři dekády, které s odstupem téměř 150 let existence Uměleckoprůmyslového muzea v Brně lze hodnotit jako dobu zásadního rozmachu. Na půdě instituce vznikl Svaz rakouských uměleckoprůmyslových muzeí, Německomoravský svaz na ochranu památek, Svaz německomoravských místních muzeí. Brněnské uměleckoprůmyslové muzeum bylo často voleno ústředním pracovištěm muzejního svazu a metodicky ovlivňovalo práci většiny obdobných institucí v monarchii. Vyvrcholením muzejní spolkové činnosti byla pozice ústředního spolkového muzea Rakouské monarchie, jež Uměleckoprůmyslové muzeum v Brně získalo v roce 1913. Turbulentní a úspěšná činnost muzea v době monarchie byla sukcesem, jehož rozsahu i kvalit již toto muzeum nikdy nedosáhlo.

## Muzeum v letech 1918-1945
Vznik Československa představoval pro muzeum radikální zásah a otřes jeho dosavadní existence. Tato instituce orientující se velmi úzce na Uměleckoprůmyslové muzeum ve Vídni, vedená dosud pouze německými řediteli a zakotvená jako centrální instituce rakouských muzeí a německých moravských muzeí v německé kultuře se musela pozvolna přeorientovávat a zapojovat do mnohem užšího, provinčního rámce českého kulturního života. Špatná finanční situace a zadlužení instituce dopomohlo roku 1922 k vynucenému odchodu Julia Leischinga. Prvním českým ředitelem Moravského uměleckoprůmyslového muzea se, po krátkém vedení muzea dlouholetým kurátorem Karlem Schirkem, stal architekt Stanislav Sochor. Patrně jedinou významnou událostí v meziválečných dějinách muzea se stalo v roce 1924 založení české Školy uměleckých řemesel (ŠUŘ), která se vedle již dříve muzeem iniciované totožné školy, ovšem s vyučovacím jazykem německým stala druhou uměleckoprůmyslovou školou v Brně. Tato škola ovšem neměla vlastní zázemí, stala se formální i fyzickou součástí muzea a její ateliéry zpočátku sídlily přímo v muzejní budově. Po celé meziválečné období se muzeum potýkalo s finančními problémy, nedostatečným personálním obsazením, špatnou akviziční politikou i narůstajícími problémy prostorovými. Velký rozvoj muzea v období monarchie navíc způsobil nárůst sbírkových předmětů, kterým se ještě po celé období První republiky nedostalo řádné péče a inventárního zařazení. Drobnou konsolidaci poměrů představoval v roce 1928 nástup mladého absolventa dějin umění Václava Richtera, který se stal po letech cézury jediným odborným pracovníkem postupně se zasazujícím o zlepšení inventarizace sbírkových předmětů, obnovení výstavní činnosti a zaměření se na akvizice historických uměleckořemeslných a průmyslových výrobků. Oproti dosud panující metodě, která kladla důraz na dokumentaci soudobé tvorby. Jeho působení tak stojí na počátku nové metody práce muzea, jež trvá prakticky doposud. V období druhé světové války byl ředitelem muzea v duchu protektorátní podpory německé personální politiky jmenován profesor kreslení a grafiky na Německé vysoké škole technické v Brně Rudolf Leger. Navázalo se tak na osvědčený model z doby monarchie, kdy v čele muzejní instituce stáli renomovaní profesoři uměleckých oborů této vysoké školy. Nové vedení se sice snažilo o pozvednutí instituce, z budovy byla přemístěna Škola uměleckých řemesel, započala se její rekonstrukce a byly iniciovány práce na ambiciózní expozici, tentokráte opět za odpovídajících finančních dotací. Leč minimálně od roku 1943 se na činnosti muzea začíná výrazně podepisovat válka. Do budovy jsou nastěhovány kanceláře zbrojovky, výstavní činnost je zcela zrušena a během silných spojeneckých náletů na Brno v letech 1944-1945 utrpí budova několik zásahů leteckými bombami.

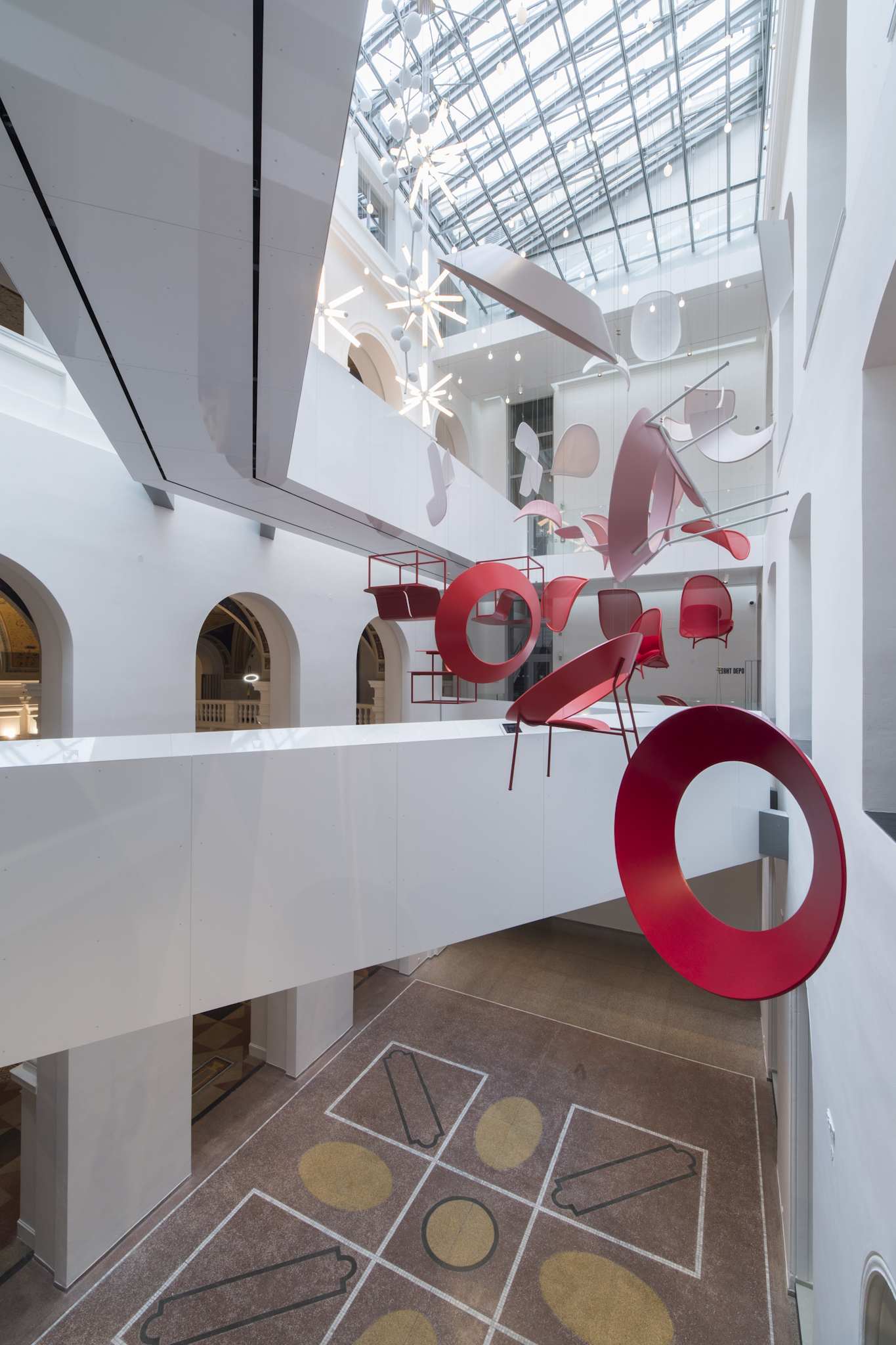
Lávky dle návrhu studia Olgoj Chorchoj a současná výstava designérky Lucie Koldové

Meziválečné období patří v dějinách muzea mezi nejhorší. Muzeum přestalo vyvíjet akviziční politiku, přestalo pořádat vlastní výstavy, ukončilo vydávání odborných tiskovin i svého renomovaného časopisu. Po odchodu německých kurátorů nemělo po řadu let ani žádného odborného pracovníka, vytratila se nejen kontinuita odborné činnosti, ale i kontext kulturní. Muzeum ztratilo své příznivce z řad brněnské a moravské průmyslové aristokracie, svůj zdroj příjmů a zavedený model fungování. Symbolem tohoto úpadku bylo zabrání většiny prostor muzea střední uměleckoprůmyslovou školou.

## Muzeum od r. 1945
Oprava budovy a obnovení výstavní a sbírkové činnosti byly velkými úkoly pro staronového ředitele Václava Richtera. Adaptací stavby byl pověřen architekt Bohuslav Fuchs. Díky štědré podpoře zřizovatele - Obchodní a živnostenské komoře byla provedena rozsáhlá rekonstrukce budovy poničené válečnými událostmi. Již v roce 1947 mohlo nově rekonstruované, revitalizované muzeum plně obnovit svoji činnost. Byla koncipována velkoryse. Kromě vlastní výstavní a ediční práce byly iniciovány nové platformy v zárodcích zcela nových institucí, kterým muzeum posloužilo jako inspirační zdroj a odborné zázemí. Mezi tyto nové platformy patřilo textilní oddělení, které mělo soustředit veškerou muzejní práci v oblasti textilnictví v Československu, dále byl zřízen Archiv pro dějiny průmyslu, obchodu a technické práce a spolu s dalšími institucemi byl iniciován vznik organizace ÚLUV. Tento slibný poválečný rozvoj instituce rázně ukončil politický převrat v únoru 1948. Byla zrušena Obchodní a živnostenská komora, čímž muzeum přišlo o svého zřizovatele. Následně byla zrušena i Země moravskoslezská a Moravské průmyslové muzeum tak ztratilo i rámec svojí působnosti. Stalo se pouhou pobočkou mladšího pražského muzea, které bylo totalitním režimem vzhledem ke své geografické poloze chápáno jako muzeum centrální. Brněnské muzeum opět pozbylo vlastní ediční a výstavní činnost. V rámci neustálých centralistických reorganizací 50. let se Uměleckoprůmyslové muzeum v Brně i v Praze staly v roce 1959 součástí jednoho celku spolu s Národní galerií. Díky politickým tlakům muzeum, podobně jako na počátku První republiky, ztratilo svůj odborný personál. Situace se konsolidovala až koncem padesátých let, kdy se pozvolna etablovali mladí kurátoři, chtějící v Brně obnovit svébytnou pozici instituce muzea užitého umění. Jejich plány byly realizovány až v roce 1961. Ovšem pouze částečně. V roce 1960, kdy dochází k reorganizaci státního uspořádání, došlo k vyčlenění bývalé Zemské galerie ze svazku Moravského muzea. Spolu s ní utvořilo Uměleckoprůmyslové muzeum celek nový, pojmenovaný jako Moravská galerie. V době socialismu tak Uměleckoprůmyslové muzeum funguje v etablovaných poměrech bez existenčních těžkostí. Je obnovena standardní muzejní činnost, tentokráte dokonce v dlouhodobém časovém horizontu, který umožňuje koncepční práci, výchovu generace historiků užitého umění jako byli Alena Adlerová, Jarmila Novotná, nebo Karel Holešovský. Současně však ztrátou autonomie pozbylo Uměleckoprůmyslové muzeum specifika své práce. Budova Uměleckoprůmyslového muzea se stala ústředním pracovištěm Moravské galerie, poskytla své zázemí pracovníkům většiny oddělení, jakož i depozitáře a výstavní prostory. Díky nákladné rekonstrukci, která byla dokončena v listopadu roku 2021, získala budova Uměleckoprůmyslového muzea nový koncept ART DESIGN FASHION. Předesílá jím, že muzeum se věnuje nejen samotnému designu, ale také módě a vztahu designu a umění. Návštěvníky láká stálá expozice, výstavy i nové zázemí, které exkluzivně pro Moravskou galerii připravili přední čeští designéři, jako například Maxim Velčovský, Eva Eisler či studio Olgoj Chorchoj. Změněná podoba Uměleckoprůmyslového muzea v Brně představuje pomyslnou výkladní skříní českých designérů a jejich produktů. Tento mnohovrstevnatý koncept nemá co do rozsahu a kvality v České republice obdoby.

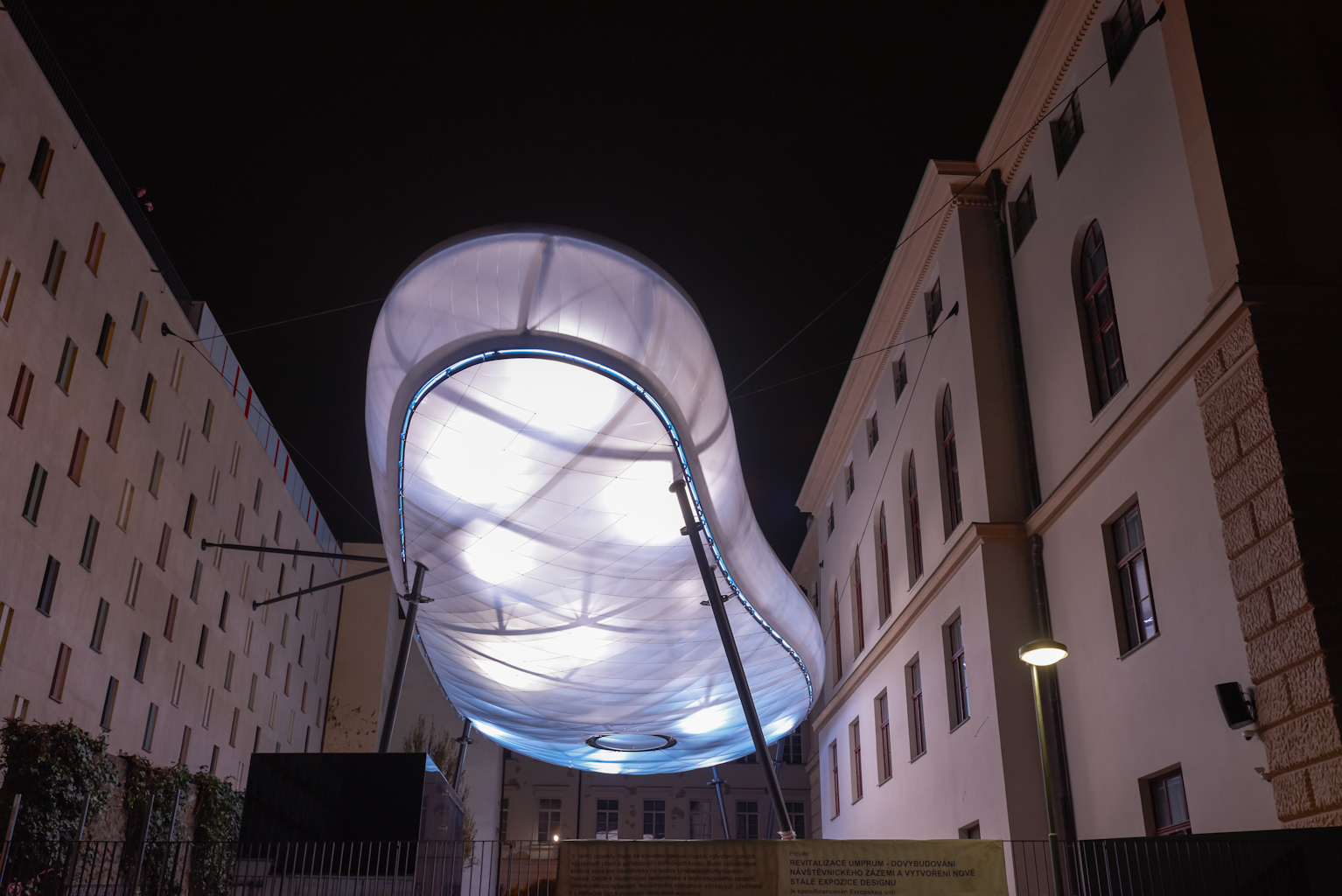
Terasa muzea s interaktivním objektem "Mrak" od Marka Štěpána

## Ředitelé muzea
- Friedrich Auzberger 1873-1874
- Johann G. Schön 1874-1883
- August Prokop 1883-1893
- Julius Leisching 1893-1922
- Karl Schirek 1922-1923
- Stanislav Sochor 1923-1938
- Václav Richter 1938-1940
- Rudolf Leger 1940-1945
- Václav Richter 1945-1948

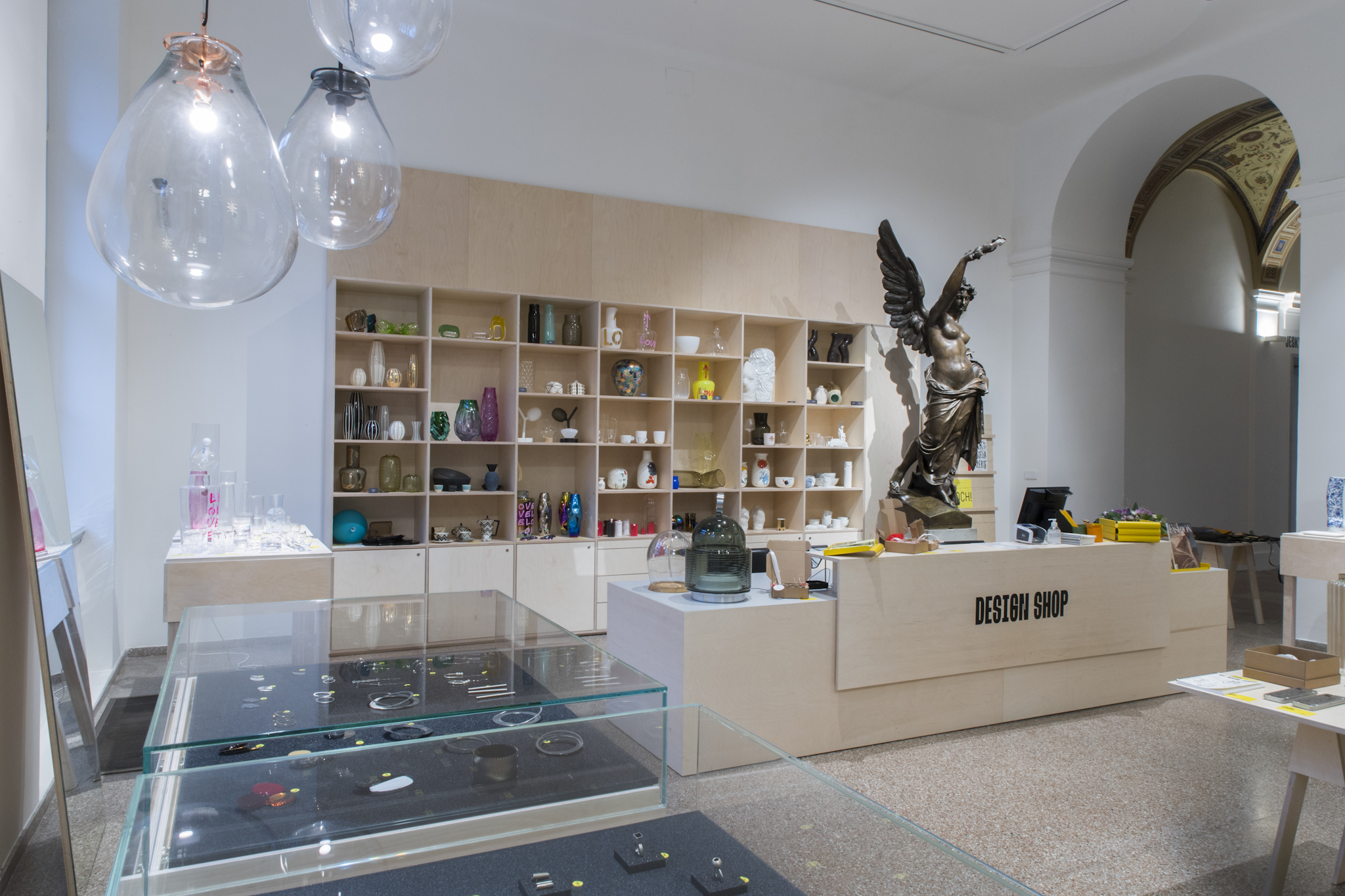
Designshop

Vedoucí pobočky UPM Praha a NG Praha

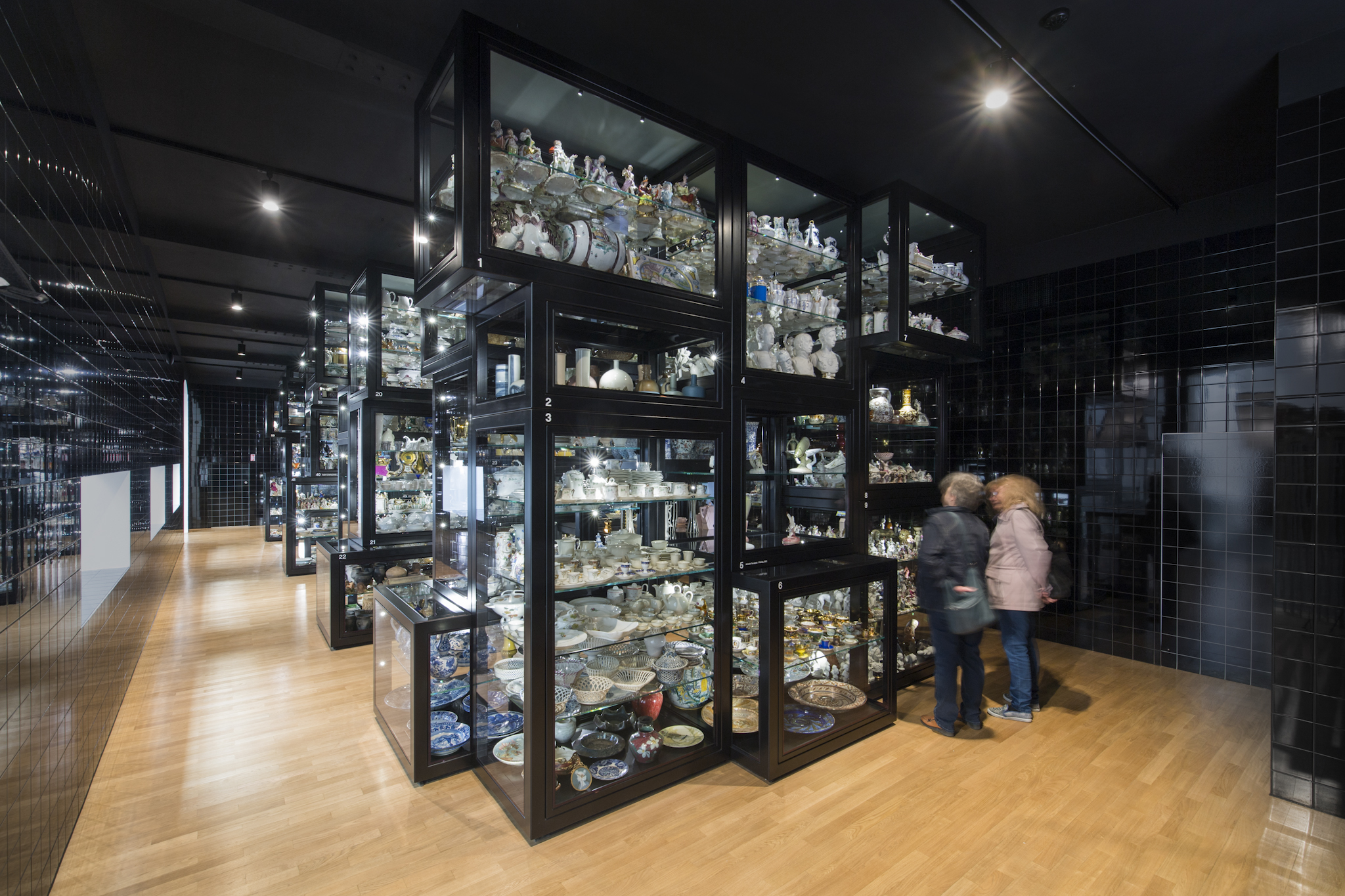
Black Depo

- Adolf B. Král 1948-1950
- Jiřina Vydrová 1950-1954
- Alena Kudělková 1954-1961

Ředitelé Moravské galerie v Brně
- Jiří Hlušička 1961-1989
- Marie Dohnalová 1989-1990
- Jaroslav Kačer 1990-1997
- Kaliopi Chamonikola 1997-2003
- Marek Pokorný 2004-2012
- Jan Press od r. 2013

## Veřejné prostory
Přízemí budovy
- Designshop a návštěvnické zázemí
- přednáškový sál
- stálá expozice Jeskyně: Panorama designu

První patro (mezanin)

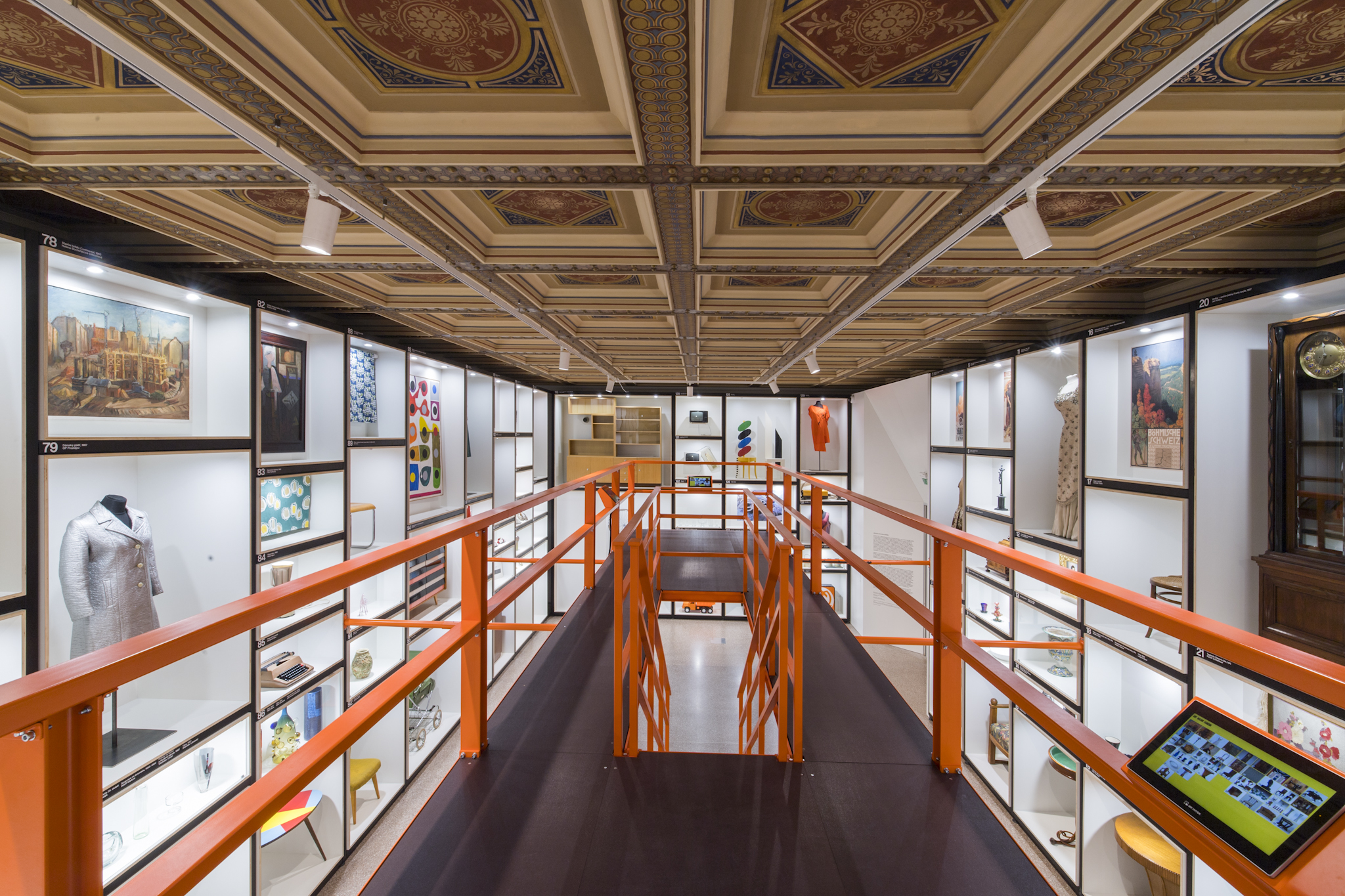
Jeskyně: Panorama designu

- Jeskyně: Panorama designustálé expozice: 2000+ a Black & Light Depo

Druhé patro (hlavní výstavní patro)
- prostor věnovaný aktuálním výstavám. Nyní se zde nachází retrospektiva designéra Jiřího Pelcla a samostatná výstava designérky Lucie Koldové

## Stálá expozice
2000 +
- Spolu se znovuotevřením brněnského Uměleckoprůmyslového muzea se veřejnosti poprvé představila nově koncipovaná sbírka současného designu a módy. Jak její název 2000+ napovídá, sbírka mapuje projevy na poli designu a módy od počátku nového milénia.

Black & Light Depo
- Součástí nové expozice je také otevřený depozitář skla, keramiky a porcelánu, jehož autory a kurátory jsou Maxim Velčovský a Radek Wohlmuth. Na realizaci se podílelo také architektonické studio edit!. Depozitář tvoří dvě místnosti muzea a je pojatý jako modulární mobiliář, který chce odbourat vžité psychologické bariéry mezi návštěvníkem a vystavenými předměty. Vitríny přehlcené předměty a evokující „klasickou“ depozitární praxi střídají provzdušněná místa jen s několika málo solitéry.

Jeskyně: Panorama designu
- Vzhledem k tomu, že průmyslová historie Brna, Moravy a českých zemí je mimořádně bohatá, tvůrci expozice se rozhodli vyprávět příběh designu pomocí produktů, které vznikly na tomto území. Jeskyně nabízí možnost přehlédnout panoráma předmětů, jež nám nastiňují jedinečný a neopakovatelný příběh designu, který je zároveň dostatečně nosný, abychom porozuměli principům, na kterých design věcí stojí.